# حصن العوانزة (سيئون)
'

تعديل مصدري - تعديل

حصن العوانزة هي إحدى قرى عزلة سيئون بمديرية سيئون التابعة لمحافظة حضرموت، بلغ تعداد سكانها 892 نسمة حسب تعداد اليمن لعام 2004.